# 1369 Ostanina
1369 Ostanina eller 1935 QB är en asteroid i huvudbältet, som upptäcktes den 27 augusti 1935 av den ryska astronomen Pelageja Sjajn vid Simeizobservatoriet på Krim. Den har fått sitt namn efter en by i Ryssland.
Asteroiden har en diameter på ungefär 42 kilometer och den tillhör asteroidgruppen Meliboea.